# Air Botswana
Air Botswana is een luchtvaartmaatschappij uit Botswana met haar thuisbasis in Gaborone.

## Geschiedenis
Air Botswana is opgericht in 1965 als Bechuanaland National Airways. Na de onafhankelijkheid in 1966 werd de naam gewijzigd in Botswana National Airways. In 1969 werd de maatschappij genationaliseerd en kwam er een nieuwe naam: Botswana Airways Corporation. Vanaf 1982 wordt de huidige naam gevoerd.

## Diensten
Air Botswana voerde op 20 mei 2012 vluchten uit naar de volgende 8 bestemmingen.

### Binnenland
- Gaborone, Francistown, Kasane, Maun.

### Buitenland
- Harare, Johannesburg, Kaapstad, Lusaka.

## Vloot
De vloot van Air Botswana bestond op 23 juli 2016 uit de volgende 6  toestellen. In 2018 heeft Air Botswana haar vloot vermeerd met: 
- 3 ATR 42-500
- 1 ATR 72-200
- 1 British Aerospace Avro RJ-85
- 1 McDonnell Douglas MD-83
- 2 Airbus A320-200
- 1 Airbus A330-200
- 0 Airbus A350-900 2 in bestelling